# اووه یانسن (دوچرخه‌سواری)
اووه یانسن (انگلیسی: Ove Jensen؛ زادهٔ ۳ سپتامبر ۱۹۴۷) دوچرخه‌سوار اهل دانمارک است.